# John Stampe
John Stampe Møller (Åby, 16 februari 1957 – Højbjerg, 29 juli 2012) was een betaald voetballer uit Denemarken die als verdediger speelde. Hij beëindigde zijn actieve loopbaan in 1992 bij de Deense club AGF Århus, waar hij zijn gehele carrière speelde. Daarna stapte hij het trainersvak in. Stampe overleed op 55-jarige leeftijd aan de gevolgen van kanker.

## Interlandcarrière
Stampe speelde welgeteld één interland voor het Deens voetbalelftal. Onder leiding van bondscoach Sepp Piontek maakte hij zijn debuut op 27 januari 1985 in de vriendschappelijke wedstrijd tegen Honduras in Tegucigalpa. Ook Jan Bartram (AGF Århus) maakte in die wedstrijd voor het eerst zijn opwachting in de nationale A-ploeg.

## Erelijst
AGF Århus
- SAS Ligaen

1986
- Deense beker

1987, 1988, 1992